# Hook (musica)
Un hook è un'idea musicale, spesso un piccolo "riff", un passaggio, o una frase, utilizzato nella musica popolare per rendere una canzone accattivante e per "catturare l'orecchio di chi ascolta". Il termine si applica generalmente alla musica popolare, soprattutto rock, Rhythm and blues, hip hop, musica dance e pop. In questi generi (musicali) il "gancio" si trova spesso o può essere parte del ritornello. Un "gancio" può essere sia melodico che ritmico e spesso è parte integrante del motivo principale di un brano musicale. "L'hook è una frase o una parola che letteralmente aggancia o cattura l'ascoltatore e lo trascina dentro alla canzone". Tra alcuni esempi di canzoni contenenti degli "hook" ci sono "Day Tripper" dei Beatles (che apre l'accompagnamento della chitarra), "Beat It" di Michael Jackson, "Crazy" di Willie Nelson e la maggior parte delle canzoni Hip Hop/Rap.

## Definizioni
Una definizione di hook è "una frase musicale o lirica che sta al di fuori ed è facilmente ricordata".   Le definizioni includono di solito le seguenti: un hook è ripetitivo, accattivante, indimenticabile, facile da ballare, ha un potenziale commerciale e contiene parole. Un hook è stato definito come una "parte della canzone, qualche volta il titolo o il motivo lirico chiave e ricorre più volte".
Mentre alcuni hook melodici includono salti di un'ottava o più per rendere la melodia più interessante, un hook può essere ugualmente accattivante utilizzando la sincope o altri meccanismi. Un hook può anche attirare l'attenzione degli ascoltatori grazie al altri fattori, quali il timbro vocale o la strumentazione, come nel caso dell'utilizzo da parte dei The Beach Boys di un Electro-Theremin in "Good Vibrations". Alcuni hook diventano popolari senza l'utilizzo di alcun elemento particolare. Per esempio, nella canzone "Be My Baby", eseguita dalle Ronettes, l'hook è rappresentato dalle parole "be my baby" sulla progressione armonica convenzionale della I-vi-IV-V del ritornello. Nella musica hip hop gli hook si riferiscono quasi sempre ai versi intermedi del chorus; come nella canzone "Ice ice Baby", "check out the hook while my DJ revolves it", che porta dentro al chorus stesso.

## Utilizzo nelle ricerche di mercato
Gli hook delle canzoni possono essere usati nelle ricerche di mercato per aiutare ad individuare la popolarità di una canzone dal riconoscimento del suo hook. Spesso le stazioni radiofoniche trasmettono dei "richiami" sia via internet che per telefono, oppure un testo musicale (sia online che in un ambiente a tu-per-tu) per condurre dei sondaggi. Le stazioni potrebbero utilizzare i servizi di un "servizio-hook" professionale o preparare esse stesse il materiale. Gli hook utilizzati sono generalmente lunghi 8-12 battute.  Alcuni gruppi diffondono questi hook di ricerca all'uscita di un CD singolo.

## Ricerca scientifica
Un consorzio europeo (fra cui l'Università di Utrecht e l'Università di Amsterdam) studia l'hook utilizzando giochi online e la saggezza della folla per comprendere e quantificare l'effetto dell'orecchiabilità sulla memoria musicale.